# 가미다키역
가미다키역(일본어: 上滝駅)은 일본 도야마현 도야마시에 위치한 도야마 지방 철도 가미다키 선의 철도역이다. 단선 승강장 1면 1선의 구조를 갖춘 지상역이다.

## 이용 현황
| 연도 | 1일 평균 승하차 인원 | 1일 평균 승차 인원 |
| ---- | -------------------- | ------------------ |
| 1997 | 595                  |                    |
| 1998 | 550                  |                    |
| 1999 | 500                  |                    |
| 2000 | 479                  |                    |
| 2001 | 460                  |                    |
| 2002 | 455                  |                    |
| 2003 | 363                  |                    |
| 2004 | 349                  | 164                |
| 2005 | 352                  | 181                |
| 2006 | 365                  | 175                |
| 2007 | 356                  | 176                |
| 2008 | 350                  | 169                |
| 2009 | 339                  | 162                |
| 2010 | 334                  | 157                |
| 2011 | 343                  | 162                |
| 2012 | 347                  | 164                |
| 2013 | 333                  | 158                |
| 2014 | 347                  | 177                |
| 2015 | 347                  | 174                |

## 역 주변
- 도야마 시청 오야마 종합행정센터

## 역사
- 1921년
  - 4월 25일 : 도야마 현영 철도의 역으로서 개업. 당시는 종착역.
  - 8월 20일 : 당 역 - 이와쿠라지 간이 개업. 중간역으로 전환.
- 1943년 1월 1일 : 교통 대통합에 의해 도야마 지방 철도로 양도되어, 이 회사의 다테야마 선의 역이 됨.
- 1958년 4월 21일 : 역사 개축. 제 13회 일본 국민체육대회 개최에 맞추기 위함.
- 1969년 4월 1일 : 미나미토야마 - 이와쿠라지 간이 가미다키 선으로 분리되어, 이 노선의 역이 됨.

## 인접 역
| 도야마 지방 철도 가미다키 선        | 도야마 지방 철도 가미다키 선 | 도야마 지방 철도 가미다키 선 |
| ----------------------------------- | ---------------------------- | ---------------------------- |
| 오쇼 이나리마치 · 미나미토야마 방면 | ■ 가미다키 선                | 다이센지 이와쿠라지 방면     |